# Szuwar turzycy dwustronnej
Zespół turzycy dwustronnej, szuwar turzycy dwustronnej (Caricetum distichae) – syntakson w randze zespołu roślinności łąkowo-szuwarowej budowany głównie przez turzycę dwustronną. Należy do klasy zbiorowisk szuwarowej Phragmitetea.

## Charakterystyka
Łąka turzycowa (szuwar niski) zajmująca podmokłe siedliska lądowe – porastająca brzegi cieków i zbiorników wodnych. Często na wyrobiskach potorfowych i świeżo zarośniętych zbiornikach. Tworzy torfowisko niskie. Podłoże organiczne, torfowe o odczynie od lekko kwaśnego do lekko zasadowego (siedliska humotroficzne). Wilgotność zmienna, zależna od pory roku. Wiosną woda na powierzchni do 0,5 m głębokości, późnym latem poniżej poziomu gruntu. Zajmuje miejsca położone wyżej niż fitocenozy Caricetum gracilis. W sukcesji zastępowany przez podmokłe łąki (klasa Molinio-Arrhenatheretea), ewentualnie przechodzi w inne rodzaje torfowisk i turzycowisk.
Występowanie
Stosunkowo rzadki, najliczniejszy w części południowej.
Charakterystyczna kombinacja gatunków
ChAss. : turzyca dwustronna (Carex disticha).
ChAll. : turzyca błotna (Carex acutiformis), turzyca tunikowa (Carex appropinquata), turzyca Buxbauma (Carex buxbaumii), turzyca dwustronna (Carex disticha), turzyca zaostrzona (Carex acuta), turzyca sztywna (Carex elata), turzyca prosowa (Carex paniculata), turzyca nibyciborowata (Carex pseudocyperus), turzyca brzegowa (Carex riparia), turzyca dzióbkowata (Carex rostrata), turzyca pęcherzykowata (Carex vesicaria), turzyca lisia (Carex vulpina), szalej jadowity (Cicuta virosa), kłoć wiechowata (Cladium mariscus), przytulia błotna (Galium palustre), kosaciec żółty (Iris pseudacorus), tojeść bukietowa (Lysimachia thyrsiflora), kropidło piszczałkowate (Oenanthe fistulosa), gorysz błotny (Peucedanum palustre), mozga trzcinowata (Phalaris arundinacea), wiechlina błotna (Poa palustris), jaskier wielki (Ranunculus lingua), tarczyca pospolita (Scutellaria galericulata).
ChCl. : żabieniec babka wodna (Alisma plantago-aquatica), ponikło błotne (Eleocharis palustris), skrzyp bagienny (Equisetum fluviatile), manna mielec (Glyceria maxima), trzcina pospolita (Phragmites australis), szczaw lancetowaty (Rumex hydrolapathum), oczeret Tabernemontana (Schoenoplectus tabernaemontani), marek szerokolistny (Sium latifolium), pałka szerokolistna (Typha latifolia).
Typowe gatunki
Charakterystyczna kombinacja gatunków zbiorowiska ma znaczenie dla diagnostyki syntaksonomicznej, jednak nie wszystkie składające się na nią gatunki występują często. Dominantem jest turzyca dwustronna. Inne częściej występujące gatunki to: skrzyp bagienny, krwawnica pospolita, tojeść bukietowa, przytulia błotna, turzyca zaostrzona, turzyca dzióbkowata, kosaciec żółty, krwawnica pospolita, knieć błotna, rdest ziemnowodny, rzeżucha łąkowa, mięta polna i siedmiopalecznik błotny.